# César Montes
César Jasib „Cachorro” Montes Castro (ur. 24 lutego 1997 w Hermosillo) – meksykański piłkarz występujący na pozycji środkowego obrońcy, reprezentant Meksyku, od 2024 roku zawodnik rosyjskiego Lokomotiwu Moskwa.
Jego brat Alán Montes również jest piłkarzem.

## Kariera klubowa
Montes pochodzi z miasta Hermosillo w stanie Sonora i karierę piłkarską rozpoczynał jako szesnastolatek w tamtejszej czwartoligowej drużynie Poblado Miguel Alemán FC, rezerwach trzecioligowego Cimarrones de Sonora. Podczas jednego ze spotkań Tercera División, przeciwko rezerwom czołowego meksykańskiego klubu CF Monterrey, został zauważony przez wysłanników tej ekipy i szybko przeniósł się do jego akademii juniorskiej. Do pierwszego zespołu został włączony w wieku osiemnastu lat przez szkoleniowca Antonio Mohameda i pierwszy mecz rozegrał w niej pod koniec lipca 2015 z Correcaminos UAT (3:1) w ramach krajowego pucharu (Copa MX). Cztery dni później wystąpił w sparingowym spotkaniu inauguracyjnym Estadio BBVA Bancomer – nowego stadionu Monterrey – z portugalską Benficą (3:0), kiedy to strzelił pierwszego gola w historii obiektu. Bezpośrednio po tym, mimo młodego wieku, wywalczył sobie niepodważalne miejsce w wyjściowym składzie Monterrey, tworząc pewny duet stoperów z kapitanem i legendą klubu – José María Basantą.
W Liga MX Montes zadebiutował 15 sierpnia 2015 w wygranej 4:1 konfrontacji z Dorados, zaś premierowego gola w najwyższej klasie rozgrywkowej strzelił 14 maja 2016 w przegranych 1:2 derbach miasta z Tigres UANL. W wiosennym sezonie Clausura 2016 wywalczył z Monterrey wicemistrzostwo Meksyku, a sam został wybrany przez władze ligi w oficjalnym plebiscycie na odkrycie rozgrywek i znalazł się w jedenastce sezonu.

## Kariera reprezentacyjna
W sierpniu 2016 Montes został powołany przez Raúla Gutiérreza do reprezentacji Meksyku U-23 na Igrzyska Olimpijskie w Rio de Janeiro. Tam miał pewną pozycję na środku obrony wraz z Carlosem Salcedo i rozegrał wszystkie trzy spotkania w wyjściowym składzie, zaś jego kadra odpadła wówczas z męskiego turnieju piłkarskiego już w fazie grupowej.

## Statystyki kariery
| Poblado MA | 2013–2014 | Meksyk | Tercera División | 24 | 5 | — | — | —  | — | — | 24 | 5 |
| Monterrey  | 2014–2015 | Meksyk | Liga MX          | 0  | 0 | — | — | —  | — | — | 0  | 0 |
| Monterrey  | 2015–2016 | Meksyk | Liga MX          | 33 | 1 | 4 | 1 | —  | — | — | 37 | 2 |
| Monterrey  | 2016–2017 | Meksyk | Liga MX          | 0  | 0 | — | — | LM | 0 | 0 | 0  | 0 |
| Ogółem     | Ogółem    | Ogółem | Ogółem           | 57 | 6 | 4 | 1 | LM | 0 | 0 | 61 | 7 |

Legenda:
- LM – Liga Mistrzów CONCACAF